# Сітора (футбольний клуб, Бухара)
Футбольний клуб «Сітора» або просто «Тупаланг» (узб.  «Sitora» futbol klubi) — професійний узбецький футбольний клуб з міста Бухара Бухарської області.

## Історія
Футбольний клуб «Сітора» було засновано у місті Бухара в 1991 році. В 1992 році клуб перемагає у Другій лізі. У 1993 році клуб розпочав свої виступи у Першій лізі чемпіонату Узбекистану. Особливих успіхів не досягав. Найвище досягнення - 7-ме місце в Першій лізі Узбекистану 2000 року.

## Досягнення
- Перша ліга Узбекистану
  - 7-ме місце (1): 2000

- Друга ліга Узбекистану
  -  Чемпіон (1): 1992